# Trials Fusion
Trials Fusion is een racespel ontwikkeld door RedLynx, Ubisoft Shanghai en Ubisoft Kiev voor PlayStation 4, Windows, Xbox 360 en Xbox One. Het spel werd op 16 april uitgegeven door Ubisoft; de Windows-versie werd een week later uitgebracht. Het is het dertiende spel in de Trials-serie en kwam bijna tegelijk uit met het Android en iOS-spel Trials Frontier.
Op 24 juli 2014 werd bekendgemaakt dat er meer dan 1 miljoen exemplaren van Trials Fusion
over de toonbank waren gegaan.

## Ontvangst
| Beoordeeld door | Jaar | Platform | Score |
| --------------- | ---- | -------- | ----- |
| 4Players.de     | 2014 | Xbox 360 | 85%   |
| 4Players.de     | 2014 | Xbox One | 85%   |